# Forte Richermo
Il Forte Richermo o Forte Richelmo è un edificio militare difensivo che si trova sulle Prealpi Liguri, in provincia di Imperia.

## Storia

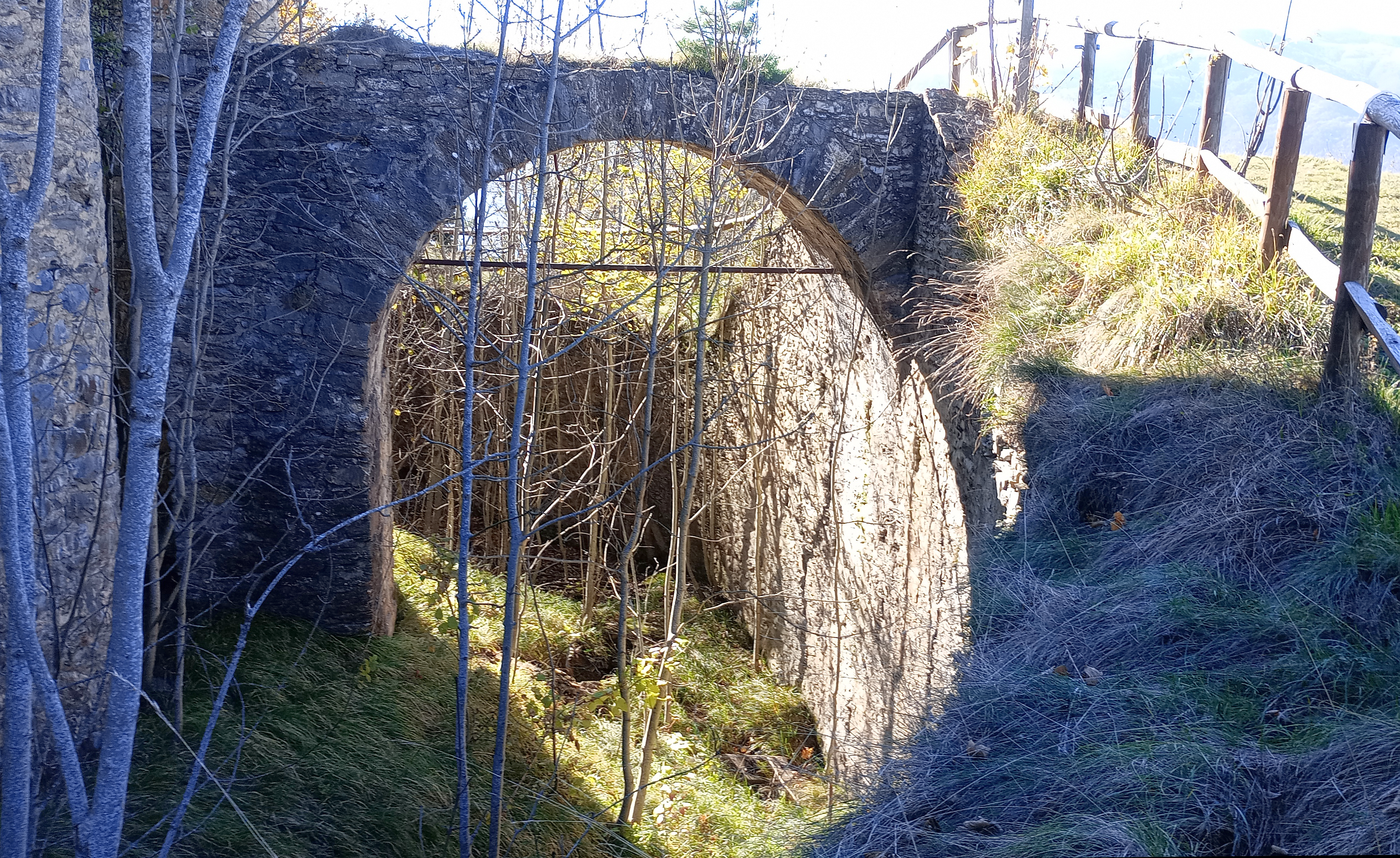
Il fossato perimetrale con il ponte che dà di accesso al forte

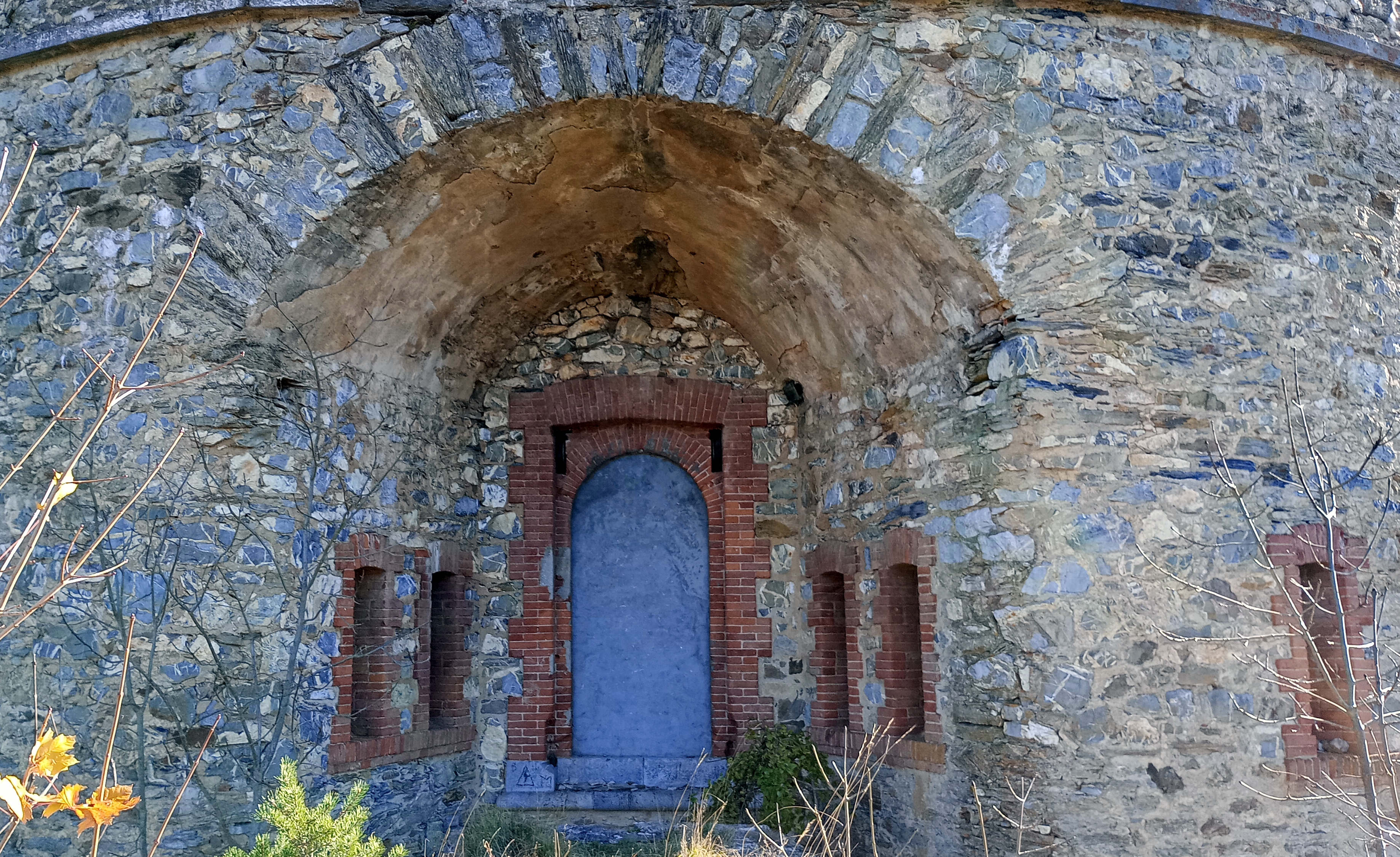
Il portale di accesso

La costruzione del forte, assieme alle altre opere ed edifici che compongono lo Sbarramento di Nava, fu realizzata tra il 1880 e il 1888. La funzione del complesso era quella di controllare l'omonimo valico, uno dei principali punti di passaggio tra il Ponente ligure e il Piemonte. In particolare il Forte Richermo era destinato a ostacolare e prevenire un possibile aggiramento da est del colle, e a integrare con artiglierie poste in quota la capacità difensiva delle due fortificazioni che si trova nei pressi del unto di valico, il Forte Centrale e il Forte Ballerasco. Il Forte Richermo era equipaggiato con cannoni e mortai che, grazie alla posizione dominante, disponevano di un raggio di azione molto ampio. Nel 1915 venne disarmato, e fu poi utilizzato sporadicamente come ricovero per militari di stanza nella zona o di passaggio nei pressi del colle. Oggi l'edificio non è più utilizzato e, per quanto piuttosto ben conservato, versa in stato di abbandono e non è accessibile ai visitatori. Un fortino quasi uguale, chiamato Forte Pozzanghi, si trova su un rilievo posto  nord-ovest del colle ed era destinato ad una funzione analoga a quella del Forte Richermo.

## Descrizione del forte

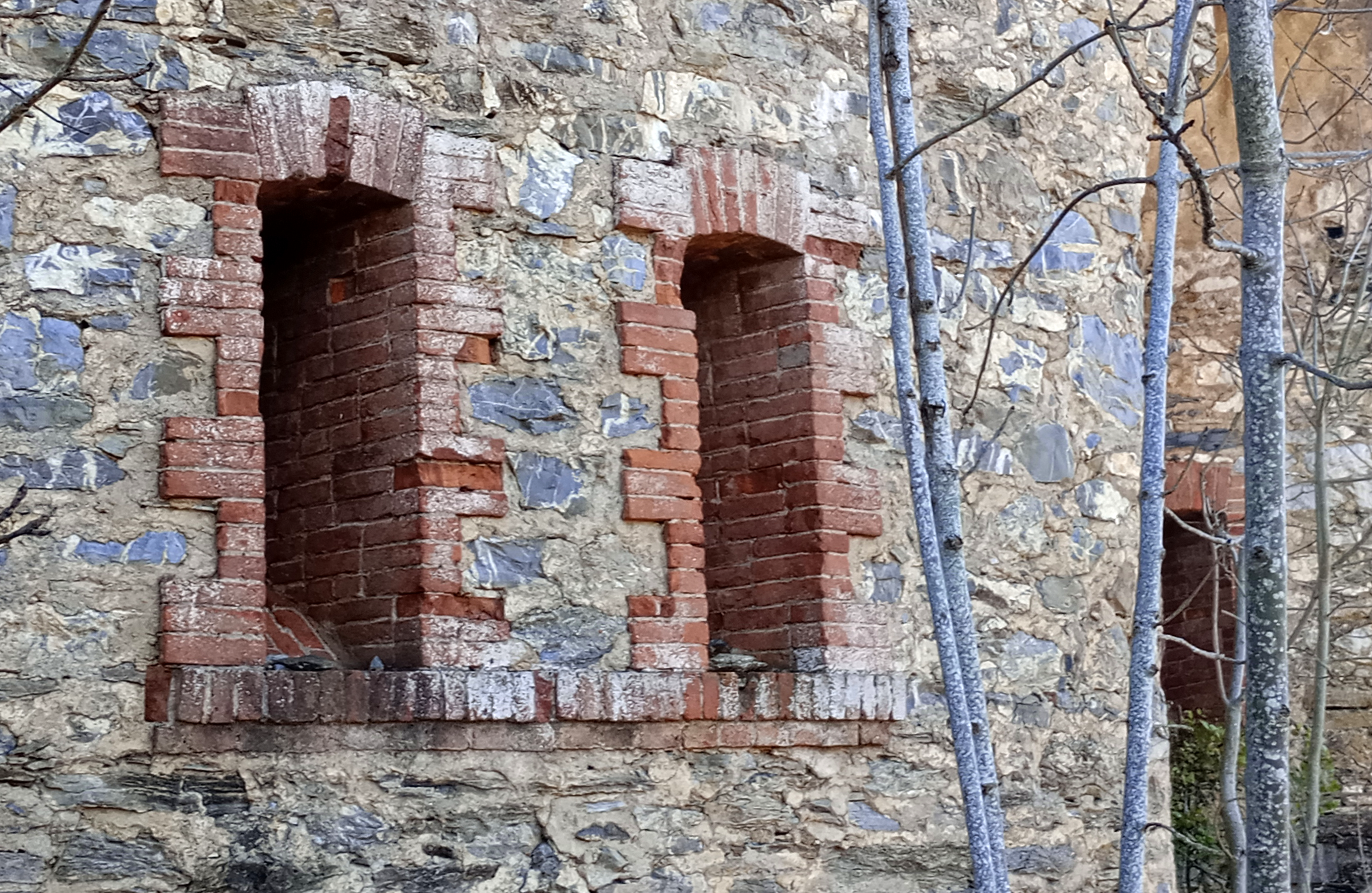
Dettaglio finestre

Il forte è collocato sullo spartiacque padano/ligure, a 1215 m s.l.m., sull'omonimo Poggio Richermo a est del Colle di Nava. Si trova al confine tra i territori di Pornassio e Pieve di Teco, entrambi in provincia di Imperia. L'edificio fortificato è a pianta circolare e di forma cilindrica. Circondato da un profondo fossato perimetrale, vi si accede tramite in ponte levatoio. Le artiglierie del forte erano alloggiate in casamatta. Al piano inferiore dell'edificio si trova una ampia cisterna, che veniva alimentata dall'acqua piovana grazie ad un sistema di canaletti di raccolta. Questo accorgimento risultava di particolare importanza data l'ubicazione del forte, nei pressi  di una sommità montana e quindi privo di altre possibilità di rifornirsi di acqua.

## Accesso
Il forte è raggiungibile a piedi in circa un'ora di cammino dal Colle di Nava, oppure dal Colle di San Bernardo d'Armo.